# WTA Sydney 1978
Il WTA Sydney 1978 è stato un torneo di tennis giocato sull'erba. È stata la 3ª edizione del torneo, che fa parte del WTA Tour 1978. Si è giocato a Sydney in Australia, dal 4 al 10 dicembre 1978.

## Campionesse

### Singolare
Dianne Fromholtz ha battuto in finale  Kerry Reid con il punteggio di 6–1, 1–6, 6–4

### Doppio
Kerry Reid /  Wendy Turnbull hanno battuto in finale  Judy Connor /  Anne Hobbs con il punteggio di 6–2, 4–6, 6–2